# 비시니볼로초크

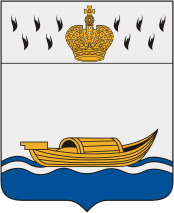
시 문장

비시니볼로초크(러시아어: Вы́шний Волочёк)는 러시아 트베리주에 위치한 도시로, 인구는 56,405명(2002년 기준)이다. 트베리(트베리 주의 주도)에서 북서쪽으로 119km 정도 떨어진 곳에 위치한다. 볼가강과 발트해의 분수령에 위치하며 도시 이름은 러시아어로 "상류에 있는 육로"를 뜻한다. 볼가-발트해 수로, 모스크바-상트페테르부르크 철도가 지나간다.